# Шлагсдорф
Шлагсдорф (нем. Schlagsdorf) — община в Германии, в земле Мекленбург-Передняя Померания. Первое упоминание о метности датируется 1158 годом под именем Zlavti.
Входит в состав района Северо-Западный Мекленбург. Подчиняется управлению Рена. Население составляет 1123 человека (на 31 декабря 2009 года). Занимает площадь 20,12 км².